# Mistrzostwa Polski Par Klubowych na Żużlu 2002
Mistrzostwa Polski Par Klubowych na Żużlu 2002 – zawody żużlowe, mające na celu wyłonienie medalistów mistrzostw Polski par klubowych w sezonie 2002. Rozegrano trzy turnieje eliminacyjne oraz finał, w którym zwyciężyli zawodnicy Polonii Bydgoszcz.

## Finał
- Wrocław, 28 czerwca 2002
- Sędzia: Maciej Spychała

| Miejsce | Kluby                         | Suma  | Zawodnicy                                            | Punkty                                          |
| ------- | ----------------------------- | ----- | ---------------------------------------------------- | ----------------------------------------------- |
| złoto   | Ponit-S Polonia Bydgoszcz     | 27    | Tomasz Gollob Piotr Protasiewicz Jacek Gollob        | 9 (0,1,2,2,2,2) 18 (3,3,3,3,3,3) ns             |
| srebro  | Apator Adriana Toruń          | 22 +3 | Robert Sawina Tomasz Bajerski Tomasz Chrzanowski     | 15 +3 (2,3,1,3,3,3) 7 (3,1,d,0,1,2) ns          |
| brąz    | Włókniarz Candela Częstochowa | 22 +2 | Artur Pietrzyk Grzegorz Walasek Karol Malecha        | 11 (3,0,2,2,2,2) 11 +2 (1,2,3,1,3,1) ns         |
| 4       | Unia Leszno                   | 21    | Sebastian Ułamek Rafał Okoniewski Jacek Rempała      | 13 (1,2,2,3,2,3) 8 (2,0,3,t,3,0) ns             |
| 5       | ZKŻ Quick-Mix Zielona Góra    | 12    | Andrzej Huszcza Maciej Kuciapa Krzysztof Stojanowski | 6 (1,t,1,2,1,1) 6 (0,3,d,3,0,0) ns              |
| 6       | Atlas Wrocław                 | 12    | Robert Dados Jacek Krzyżaniak Tomasz Jędrzejak       | 3 (0,1,–,1,–,1) 9 (2,2,1,2,2,w) 0 (–,–,0,–,0,–) |
| 7       | Stal Pergo Gorzów Wlkp.       | 10    | Piotr Świst Piotr Paluch Robert Flis                 | 8 (2,3,0,1,1,1) 2 (1,0,1,0,0,0) ns              |